# Martina Centofanti
Martina Centofanti (née le 19 mai 1998 à Rome) est une gymnaste rythmique italienne.
Elle fait partie de l'équipe nationale depuis 2014 et est finaliste olympique. 
Avec Martina Santandrea, Agnese Duranti, Alessia Maurelli et Daniela Mogurean elle remporte la médaille de bronze dans la compétition par équipe du concours général à Tokyo 2020 avec 87.700 points, derrière la Bulgarie avec 92.100 et l'équipe russe avec 90.400.

## Palmarès

### Jeux olympiques
- Rio 2016
  - 4e au concours des ensembles par équipes
- Tokio 2020
  - 3e au concours des ensembles par équipes

### Championnats du monde
- Stuttgart 2015
  -  médaille d'argent en groupe 6 massues + 2 cerceaux

- Pesaro 2017
  -  médaille d'or en groupe 5 cerceaux

- Sofia 2018
  -  médaille d'or en groupe 3 ballons + 2 cordes
  -  médaille d'argent au concours général en groupe
  -  médaille de bronze en groupe 5 cerceaux

- Bakou 2019
  -  médaille de bronze en groupe 3 ballons + 4 massues

- Kitakyūshū 2021
  -  Médaille d'or en groupe 3 cerceaux + 4 massues.
  -  Médaille d'argent par équipe.
  -  Médaille d'argent au concours général en groupe.
  -  Médaille d'argent en groupe 5 ballons.

### Championnats d'Europe
- Guadalajara 2018
  -  médaille d'or en groupe 5 cerceaux
  -  médaille d'argent au concours général en groupe
  -  médaille d'argent en groupe 3 ballons + 2 cordes
- Varna 2021
  -  Médaille d'argent au concours général en groupe
  -  Médaille de bronze en groupe 3 cerceaux + 4 massues

- Tel Aviv 2022
  -  médaille d'or en groupe 5 cerceaux
  -  médaille d'or en groupe 3 rubans + 2 cerceaux
  -  Médaille d'argent par équipe

- Bakou 2023
  -  médaille de bronze en groupe 5 cerceaux